# رؤیا (رمان زولا)
رؤیا (به فرانسوی: Le Rêve) نام یک کتاب ادبی است که توسط امیل زولا، نویسنده، روزنامه نگار و نمایش نامه نویس اهل فرانسه نوشته شده‌است. این کتاب یکی از آثار مشهور ادبی جهان است و شانزدهمین کتاب از مجموعهٔ بیست جلدی روگن ماکار می‌باشد.